# Temnaspis quadriplagiata
Temnaspis quadriplagiata es una especie de coleóptero de la familia Megalopodidae.

## Distribución geográfica
Habita en  India.